# Last Night (Moby)
Last Night è l'ottavo album in studio di Moby pubblicato nel 2008 dall'etichetta discografica Mute Records.

## Il disco
L'album è stato pubblicato il 29 marzo 2008 in Australia, il 31 marzo 2008 in Gran Bretagna e il 1º aprile 2008 negli USA. Ma già a dicembre 2007 era stata pubblicata una versione promozionale dell'album.
Il primo singolo estratto è stato Alice, seguito da Disco Lies, I Love To Move In Here e Ooh Yeah.
L'album è stato registrato nello studio casalingo di Moby a Manhattan (New York) e ospita varie voci importanti.
Potremo ascoltare MC Grandmaster Caz, uno degli autori di Rapper's Delight (in I Love to Move in Here), Sylvia dalla band Kudu, British MC Aynzli e il nigeriano 419 Squad.
Sul suo sito ufficiale, Moby scrive del suo album dicendo che è molto più orientato verso l'elettronica e la disco music rispetto agli album precedenti, probabilmente il risultato delle DJ session che ha svolto ultimamente.
Last Night è fondamentalmente una lettera d'amore alla dance music presente a New York. La cosa che Moby maggiormente ama di New York nel suo approccio alla musica da discoteca è l'eclettismo e l'apertura mentale da parte dei musicisti, i DJ, e del pubblico nei vari bar e club.
Nella realizzazione di Last Night, Moby ha provato essenzialmente a riassumere 8 ore di musica dance newyorkese in un album da 65 minuti.
L'album completo era già disponibile su Internet alcuni giorni prima dell'uscita ufficiale. Un gran numero di persone l'ha ascoltato direttamente sul MySpace personale dell'artista.
La canzone "Disco Lies" viene utilizzata nel film Cloverfield. La canzone "I Love to Move in Here" viene utilizzata nel film Two Lovers interpretato da Joaquin Phoenix.
In realtà il brano Last Night dura 4:55. Seguono 20 secondi di silenzio dal termine di quest'ultimo brano (4:55 - 5:15), dopodiché inizia la ghost track Lucy Vida (5:15 - 9:25).
La versione dell'album scaricabile da ITunes include la canzone Sweetest come quindicesima traccia.

## Tracce
1. Ooh Yeah – 5:20
2. I Love to Move in Here – 4:45
3. 257.zero – 3:38
4. Everyday It's 1989 – 3:40
5. Live for Tomorrow – 4:02
6. Alice – 4:27
7. Hyenas – 3:35
8. I'm in Love – 3:43
9. Disco Lies – 3:23
10. The Stars – 4:21
11. Degenerates – 4:00
12. Sweet Apocalypse – 5:20
13. Mothers of the Night – 3:20
14. Last Night – 9:25